# 近藤柏次郎
近藤 柏次郎（こんどう はくじろう、1900年8月17日 - 1932年7月13日）は、日本のピアニスト。大正から昭和初期にかけて活躍したが、30代で芸妓と情死した。

## 略歴
浅野石油技師長近藤会次郎の次男として生まれる。暁星中学4年のときに府立一中に転校、一高を首席で卒業した。中学時代からピアノを学び、杉山長谷夫らに師事、山田耕筰の推薦で、来日中のデンマーク人ピアニストのジョージ・ロランジの伴奏を行い、一躍楽壇に知られた。友人の藤原義江によると、近藤は中学時代ピアノばかり弾いて学校にはあまり行かず、一高時代は「勉強は嫌いだが母親のために卒業だけはしてやる」が口癖だったという。
東京帝国大学法学部を卒業後日仏銀行に勤務の傍ら、藤原義江の伴奏をよく務めた。1925年音楽研究のためパリに留学、アムールに師事。贅沢極まる生活をしていたが、母親の急死により、1929年に帰国（パリでアパートが一緒だった宮本百合子は「母堂が急死したら、家産を親戚に横領され、急に帰っ」たと記している）。その後はフランス派ピアニストとして活躍し、西条八十の作詞で、四家文子「ミス・ニッポン」、二三吉の「ニッポン・ムスメ」の作曲も手掛けた。訳書に「シャリアピン自叙伝」(春陽堂、1931)がある。
1931年12月に横浜の地主で多額納税者の大西良輔の娘・博子と結婚したが、間もなく別れ、1932年7月に、かねてより深い仲であった新橋大和屋の芸妓千代梅（本名・森本さく）と代々木の自宅のダブルベッドでガス心中した。20歳の千代梅はブロマイドになるほどの人気芸妓で、妊娠5か月だった。枕元には「どこかの隅に埋めてください」という走り書きの遺書があった。妻と別れたあと結婚費用のかたにピアノを差し押さえられ、精神的な打撃と困窮の上の自殺と報道された。

## 心中事件
名の知れたピアニストと人気芸妓の情死は新聞紙上を賑わせ、友人や関係者も談話を寄せた。従弟の近藤一郎（吉行エイスケらと同人雑誌『葡萄園』を刊行していた新興芸術派の小説家）は翌年『文藝春秋』に「従兄柏次郎の死」を寄稿し、その後柏次郎の自殺を題材にした作品「死への散歩」を『新潮』に発表した。
柏次郎は中学時代自殺未遂を経験し、日ごろから「死ぬ」が口癖のようなところがあった。自殺の前日も周囲に死を公言し、心配した友人らが自宅を訪ね、明け方引き揚げた直後に亡くなった。友人の福田蘭堂は「近藤には多額の借金があり、結婚も金目当てだった」と発言した。柏次郎は結婚式の前後も千代梅と一緒に過ごし、妻の持参金を借金返済に充てたが、3か月で新妻を実家に戻し、離婚を求めた新妻側に離婚料を求めたという。また、千代梅にも借金があった。

## 親族
父親の近藤会次郎は、華陽学校、大学予備門、一高を経て、明治25年（1892年）に東京帝国大学応用化学科を卒業、農商務省地質調査所の技術者となり、明治28年に新潟県における石油採掘・精製業に乗り出した浅野総一郎の浅野商店石油部に転職、明治33年開業の浅野石油柏崎製油所を設計指揮し、浅野石油顧問、浅野スレート専務取締役、宝田製油（現・新日本石油）技師長などを務め、石油の専門家として活躍した。大正2年には石油スレート視察のため高峰譲吉らと欧州に出向き、高峰からは一時タカジアスターゼの日本販売を任される仲だった。また、農商務省地質調査所時代には、榎本武揚が作らせたことで知られる流星刀のもととなった鉄隕石の分析を行なっている。没後、『近藤会次郎伝』 (間島三次, 1933) が刊行された。